# Сен-Женест-де-Бозон
Сен-Жене́ст-де-Бозо́н (фр. Saint-Genest-de-Beauzon, окс. Sant Genest de Beauzon) — коммуна во Франции, находится в регионе Рона — Альпы. Департамент коммуны — Ардеш. Входит в состав кантона Жуайёз. Округ коммуны — Ларжантьер.
Код INSEE коммуны — 07238.
Коммуна состоит из шести деревень: Ле-Сюэль, Ле-Дарбу, Ле-Монтейе, Ле-Кро, Ле-Саллет и Ле-Монтей.

## Население
Население коммуны на 2008 год составляло 245 человек.
| 1962 | 1968 | 1975 | 1982 | 1990 | 1999 | 2008 |
| ---- | ---- | ---- | ---- | ---- | ---- | ---- |
| 217  | 225  | 191  | 197  | 201  | 222  | 245  |

## Экономика
В 2007 году среди 148 человек в трудоспособном возрасте (15—64 лет) 105 были экономически активными, 43 — неактивными (показатель активности — 70,9 %, в 1999 году было 56,3 %). Из 105 активных работали 90 человек (49 мужчин и 41 женщина), безработных было 15 (6 мужчин и 9 женщин). Среди 43 неактивных 8 человек были учениками или студентами, 20 — пенсионерами, 15 были неактивными по другим причинам.